# Paramonovius nightking
Paramonovius nightking é uma espécie de mosca bombilídea que é endêmica de uma área restrita do oeste da Austrália. É o único membro do gênero monotípico Paramonovius. Baseado em sua morfologia, é o gênero irmão de Sisyromyia. Esta espécie é única por presumivelmente ser ativa somente durante o inverno, já que foi registrada uma única vez durante esta estação. Este período de voo incomum pode ter contribuído para que essas espécies sejam tão raras em coleções. O descritor específico, "nightking", faz referência ao personagem "Rei da Noite", da série de televisão de fantasia norte-americana da HBO, Game of Thrones; por causa de seus hábitos parasitas e hibernais.